# LAGITAGIDA
LAGITAGIDA（ラギタギダ）は、2010年4月に結成された器楽曲・プログレッシブ・ロック・バンド。

## バンド名の由来
耳慣れない奇怪なバンド名「ラギタギダ」は、響き、語感、リズムを重視して創られた完全オリジナルの造語。ストイックな姿勢とシリアスな空気感、ユニークな感性とハズしのスタイル、これらの要素を絶妙なバランスでブレンドさせるバンドの特徴をズバリ言い当てている。

## 略歴
2010年
- 2010年4月、バンド結成。都内を中心に精力的にライブ活動を行う。

2011年
- 11月2日、初音源となる1st Mini Album『CaterpiRhythm』を発表。結成後初めて完成した記念すべき1曲であり、バンドを体現するトラック「Sensya」が1曲目として収録。
- 12月17日、初ワンマン・ライブを行う。

2012年
- 1月11日、2nd Mini Album『CartaMarina』を発表。
- 3月、世界最大の音楽コンベンション「SXSW」(South by Southwest)に出演し、U.S. Short Tourを行う。
- 12月5日、デジタル・シングル『Terrible boy / Uncrackable nuts』を配信開始。

2013年
- 2月27日、ヴィレッジ・ヴァンガード限定で初LIVE盤 『UNCRACKABLE LIVE』を発表。
- 3月、テレビ朝日系列「やべっちFC」にて2nd Mini Album『CartaMarina』に収録されている「Drastica」がBGMとして利用される。
- 7月3日、1st Full Album『TUTELA!!』を発表。

## メンバー
- Guitar / Yasunori Ohtake / 大竹 康範（おおたけ やすのり）
- Bass / Takehito Kono / 河野 岳人（こうの たけひと）
- Drums / Takayoshi Yazawa / 矢澤 孝益（やざわ たかよし）

### サポートメンバー
- Keyboard / kAoru ikArAshi / 五十嵐 馨（いからし かおる）

## ディスコグラフィー

### オリジナル・アルバム
- TUTELA!!（2013年7月3日） 1st Full Album
  1. Incident On The Moon
  2. TUTELA!!
  3. Sufferers
  4. Drastica
  5. Surplus Population
  6. Fooneral
  7. Sensya
  8. Terrible Boy
  9. Copeten
  10. Spiral Nebula

### ミニ・アルバム
- CaterpiRhythm（2011年11月2日） 1st Mini Album
  1. Sensya
  2. Shibuya
  3. Philopon
  4. Bad Comet
  5. Bit Crash
- CartaMarina（2012年1月11日） 2nd Mini Album
  1. Drastica
  2. Nautilus
  3. Yellow Shark
  4. Huntin'
  5. METAL

### ライブ・アルバム
- UNCRACKABLE LIVE（2013年2月20日） LIVE盤(ヴィレッジ・ヴァンガード限定商品)
  1. Sensya
  2. Shibuya
  3. Yellow Shark
  4. Terrible Boy
  5. Uncrackable Nuts
  6. Bit Crash
  7. Blastica
  8. METAL

### デジタルシングル
- Terrible boy / Uncrackable nuts（2012年12月5日） iTunes配信
  1. Terrible boy
  2. Uncrackable nuts